# 팝콘 (잡지)

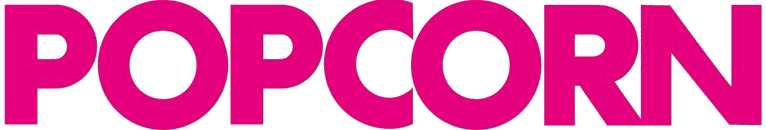
팝콘의 로고

팝콘(POPCORN)은 에그몬트 에하파 미디어에서 매월 발행하는 독일의 청소년 잡지이다. 판매 부수는 18,845부로 1998년 이후 90.6% 감소했다.